# Comuna Prigorodoc, Hotin
Prigorodoc (în ucraineană Пригородок, transliterat: Prîhorodok) este o comună în raionul Hotin, regiunea Cernăuți, Ucraina, formată din satele Aresteuca și Prigorodoc (reședința).

## Demografie
Componența lingvistică a comunei Prigorodoc
     Ucraineană (99,57%)
     Alte limbi (0,28%)
Conform recensământului din 2001, majoritatea populației comunei Prigorodoc era vorbitoare de ucraineană (99,57%), existând în minoritate și vorbitori de alte limbi.